# Diptyque de dévotion
Le Diptyque de dévotion est une série de huit panneaux disposés en deux volets peints par Cimabue vers 1280.

## Composition
Le diptyque en question a été peint vers 1280 par Cimabue. À la différence du tableau de dévotion, en un seul panneau, il s'agirait de huit panneaux de bois peints représentant huit scènes de la Passion du Christ et disposés en deux volets, seuls les quatre panneaux du volet de gauche sont connus. Il s'agit de la seule œuvre de dévotion privée du maître de la pré-Renaissance italienne qui nous soit parvenue : 
- La Vierge à l'Enfant trônant et entourée de deux anges, panneau du haut à gauche du volet de gauche du diptyque, tempera et or sur panneau de peuplier de 25,7 × 20,5 cm[2],
- La Flagellation du Christ, panneau du bas à droite du volet de gauche, tempera et or sur peuplier de 25,2 × 20,3 cm[3],
- Le Baiser de Judas, panneau du haut à droite du volet de gauche, est perdu[1].
- La Dérision du Christ, panneau du bas à gauche du volet de gauche, peinture à l'œuf et fond d'or sur panneau de peuplier de 25,8 × 20,3 cm[1].

## Représentation schématique du Diptyque

Représentation schématique du Diptyque

## Dispersion et redécouverte
Les tableaux sont dissociés et dispersés probablement au XIXe siècle pour entrer individuellement sur le marché de l'art. Le premier à réapparaître est La Flagellation du Christ. Il est conservé depuis 1950 à la Frick Collection de New York sous le numéro d'inventaire 50.1.159. La Vierge à l'Enfant trônant et entourée de deux anges est redécouverte en 2000. L'œuvre est conservée depuis lors à la National Gallery de Londres. Le Christ moqué, un troisième tableau supposé appartenir au même Diptyque, est découvert dans une collection privée près de Compiègne en 2019 et est proposé à la vente aux enchères le 27 octobre 2019 à Senlis, par la maison de ventes Actéon. Estimé par le commissaire-priseur entre 4 et 6 millions d’euros, le petit panneau de peuplier a vu son prix s’envoler pour atteindre, en moins de 10 minutes, la somme phénoménale de 24 180 000 d’euros (19,5 millions d’euros au marteau, plus 4,68 millions d’euros de taxes), soit 4 fois plus que son estimation haute. Le 23 décembre 2019, un arrêté refusant le certificat d’exportation pour ce panneau de Cimabue, lui conférant ainsi le statut de « trésor national » pour une période de trente mois qui s’ouvre à compter de la notification de cette décision au propriétaire du tableau,,.

## Exposition

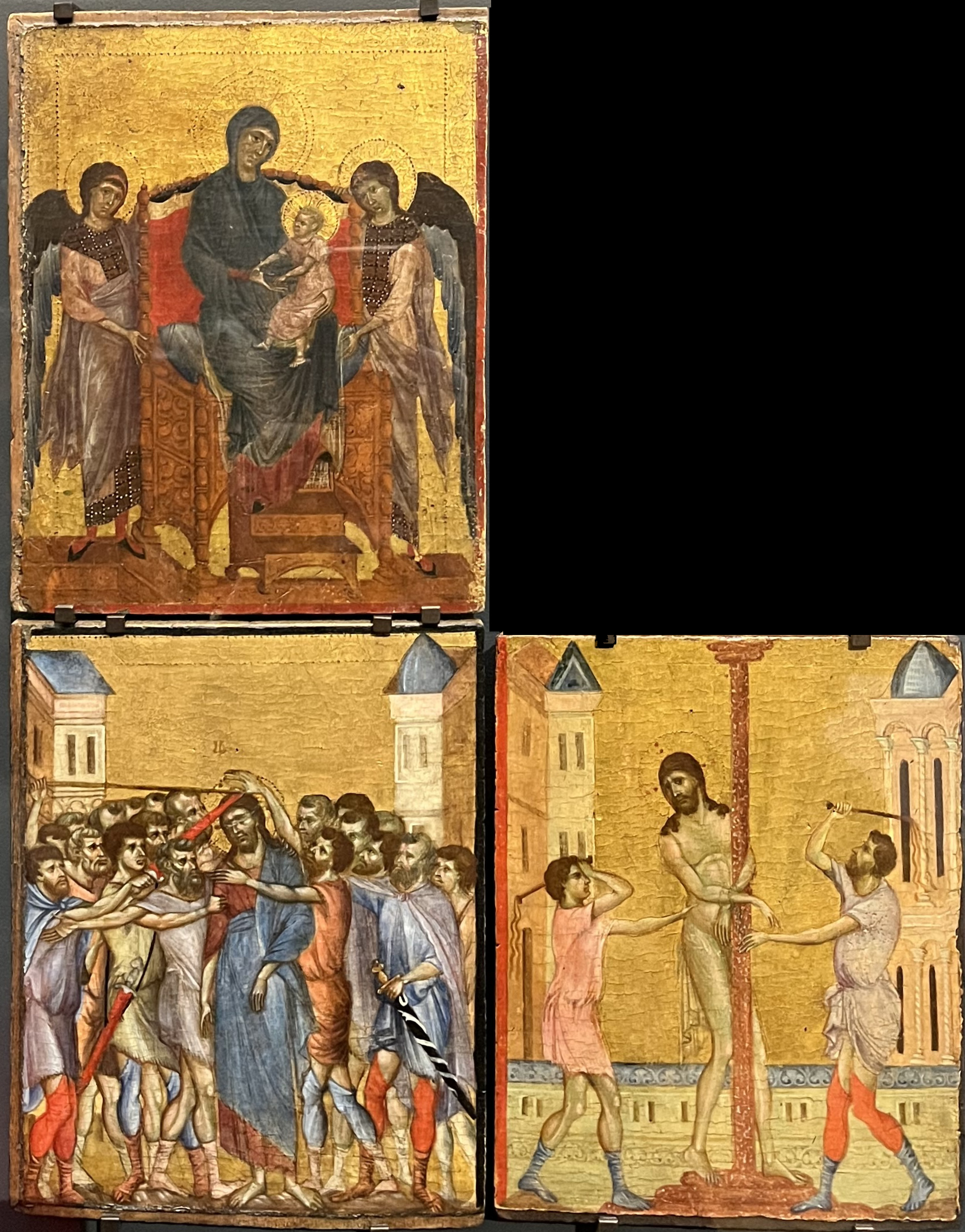
Le Diptyque de dévotion lors de l'exposition Revoir Cimabue Aux origines de la peinture italienne au Louvre (2025)

Une conférence, "La Dérision du Christ" de Cimabue L'Œuvre en scène par Thomas Bohl est programmée le 13 novembre 2024 préalablement à l'exposition organisée du 22 janvier au 12 mai 2025 par le musée du Louvre, Revoir Cimabue Aux origines de la peinture italienne, réunissant les trois tableaux du Diptyque de dévotion et la Maestà restaurée.